# Prepovedana ljubezen
Prepovedana ljubezen (Pasion Prohibida) je špansko-govoreča telenovela produkcijske hiše Telemundo, ki je zasnovana po istoimenskem in izjemno uspešnem turškem izvirniku Ask-i Memnu.

## Zaplet
Da bi se Flavia Santillana (Rebecca Jones) rešila finančnih težav, se želi poročiti z milijonarjem Arielom Piamontejem (Roberto Vander) in si tako zagotoviti lagodno življenje saj je tik pred bankrotom. Mlada in lepa Bianca Santillana (Mónica Spear) se želi maščevati mami za očetovo smrt in ji tako prevzame njenega morebitnega rešitelja ter se zaplete v igro strasti in pohlepa. Po poroki se skupaj z mamo preselita v dvorec Piamontejevih kjer se zgodi prepovedana ljubezen, saj se sveže poročena Bianca zagleda v moževega nečaka Bruna Hurtada (Jencarlos Canela).

## Igralska zasedba
- Jencarlos Canela-Bruno Hurtado
- Mónica Spear-Bianca Santillana de Piamonte
- Roberto Vander-Ariel Piamonte
- Mercedes Molto-Deniz Lefevre "Mademoiselle"
- Rebecca Jones-Flavia de Santillana
- Henry Zakka-Guillermo Aredondo
- Jorge Consejo-Nicolás Arredondo
- Carmen Aub-Nina Piamonte
- Sabrina Seara-Penélope Santillana de Arredondo
- Nikolás Caballero-Santiago Piamonte
- Priscila Perales-Eliana Ramírez
- Pepe Gámez-Yair Duarte